# Bryoria
Bryoria Brodo & D. Hawksw. (włostka) – rodzaj grzybów z rodziny tarczownicowatych (Parmeliaceae). Ze względu na współżycie z glonami zaliczany jest do porostów

## Systematyka i nazewnictwo
Pozycja w klasyfikacji według Index Fungorum: Parmeliaceae, Lecanorales, Lecanoromycetidae, Lecanoromycetes, Pezizomycotina, Ascomycota, Fungi.
Synonimy naukowe: Bryopogon Th. Fr., Setaria Ach. ex Michx:
Nazwa polska według Krytycznej listy porostów i grzybów naporostowych Polski.

## Gatunki występujące w Polsce
- Bryoria bicolor (Ehrh.) Brodo & D. Hawksw. 1977 – włostka dwubarwna
- Bryoria capillaris (Ach.) Brodo & D. Hawksw. 1977 – włostka cieniutka
- Bryoria chalybeiformis (L.) Brodo & D. Hawksw. 1977 – włostka turniowa
- Bryoria furcellata (Fr.) Brodo & D. Hawksw. 1977 – włostka gniazdowa
- Bryoria fuscescens (Gyeln.) Brodo & D. Hawksw. 1977 – włostka brązowa
- Bryoria implexa (Hoffm.) Brodo & D. Hawksw. 1977 – włostka spleciona
- Bryoria kuemmerleana (Gyeln.) Brodo & D. Hawksw. 1977[4] – włostka Kümmerlego
- Bryoria lanestris (Ach.) Brodo & D. Hawksw. 1977 – włostka wełnista
- Bryoria mirabilis (Motyka) Bystrek 1986[4] – włostka osobliwa
- Bryoria nadvornikiana (Gyeln.) Brodo & D. Hawksw. 1977 – włostka Nádvornika
- Bryoria simplicior (Vain.) Brodo & D. Hawksw. 1977[4] – włostka prosta
- Bryoria smithii (Du Rietz) Brodo & D. Hawksw. 1977 – włostka Smitha
- Bryoria subcana (Nyl. ex Stizenb.) Brodo & D. Hawksw. 1977 – włostka ciemniejsza

Wykaz gatunków (nazwy naukowe) na podstawie Index Fungorum. Obejmuje on wszystkie gatunki występujące w Polsce i niektóre inne. Uwzględniono tylko gatunki zweryfikowane o potwierdzonym statusie. Nazwy polskie według checklist.
Wszystkie gatunki w Polsce objęte są ścisłą ochroną.